# نونو مارتشال
نونو مارتشال (بالبرتغالية: Nuno Marçal‏) مواليد 14 نوفمبر 1975 في البرتغال، هو لاعب كرة سلة برتغالي. بدأ مسيرته الاحترافية في سنة 1992. يحمل الرقم 11.

## المسيرة الاحترافية
لعب مع بالونكيستو فوينلابرادا في الدوري الإسباني في موسم 1999–2000، ثم لعب مع نادي بورتو من سنة 2000 إلى 2003، ثم لعب مع سي بي مورسيا في الدوري الإسباني في موسم 2004–2005، ثم لعب مع نادي ولبة لكرة السلة في موسم 2005–2006، ثم لعب مع نادي بورتو من سنة 2006 إلى 2012.

## روابط خارجية
- نونو مارتشال على موقع الاتحاد الدولي لكرة السلة (الإنجليزية)
- نونو مارتشال على موقع الدوري الإسباني لكرة السلة (الإسبانية)
- نونو مارتشال على موقع كرة السلة الأوروبية.كوم (الإنجليزية)
- نونو مارتشال على موقع ريلجم (الإنجليزية)
- نونو مارتشال على موقع بروبوليرز (الإنجليزية)
- نونو مارتشال على موقع سبورتس رفرنس (الإنجليزية)